# أندريس سيبيدا
أندريس سيبيدا (بالإسبانية: Andrés Cepeda)‏ هو كاتب أغاني ومغني كولومبي، ولد في 7 يوليو 1973 في بوغوتا في كولومبيا.

## وصلات خارجية
- الموقع الرسمي
- أندريس سيبيدا على موقع ميوزك برينز (الإنجليزية)